# Armentières-sur-Ourcq
Armentières-sur-Ourcq ist eine französische Gemeinde mit 98 Einwohnern (Stand: 1. Januar 2022) im Département Aisne in der Region Hauts-de-France (frühere Region: Picardie). Sie gehört zum Arrondissement Château-Thierry und zum Kanton Villers-Cotterêts. Die Einwohner werden als Armentiérois(es) bezeichnet.

## Geographie
Die Gemeinde Armentières-sur-Ourcq liegt 22 Kilometer südlich von Soissons und mit Ausnahme der Häusergruppen Moulin Noël und Confavreux am Südufer des Flusses Ourcq, in den hier der Bach Ruisseau Garnier mündet; zur Gemeinde gehört auch die Häusergruppe La Haye. Durch die Gemeinde verläuft die Bahnstrecke von La Ferté-Milon nach Bazoches-et-Saint-Thibaut, die dort auf die Strecke von Soissons nach Reims trifft. Die Westgrenze der Gemeinde zu den Nachbargemeinden La Croix-sur-Ourcq und Breny bildet die Trasse einer Chaussée Brunehaut mit den Brücken Ponts Bernard aus der Wende vom 17. zum 18. Jahrhundert.

## Geschichte
Im Ortsgebiet wurde eine Siedlung aus der Latènezeit entdeckt, außerdem ein Friedhof aus der Merowingerzeit. Die Chaussée Brunehaut geht auf die Römerzeit zurück.

### Bevölkerungsentwicklung
| Jahr                       | 1962 | 1968 | 1975 | 1982 | 1990 | 1999 | 2006 | 2013 | 2021 |
| -------------------------- | ---- | ---- | ---- | ---- | ---- | ---- | ---- | ---- | ---- |
| Einwohner                  | 108  | 76   | 76   | 74   | 85   | 105  | 101  | 108  | 99   |
| Quellen: Cassini und INSEE |      |      |      |      |      |      |      |      |      |

## Sehenswürdigkeiten
- Das Schloss geht auf das 13. Jahrhundert zurück; es ist seit 1921 als Monument historique klassifiziert (Base Mérimée PA00115506) und seit dem Ersten Weltkrieg teilweise ruinös.
- Die Kirche Saint-Martin hat im Ersten Weltkrieg schwere Schäden erlitten und wurde in der Folgezeit erneuert, 1921 als Monument historique klassifiziert (Base Mérimée PA00115562).
- Die Brücken Ponts Bernard, 2001 als Monument historique eingetragen (Base Mérimée PA02000028, PA02000029).

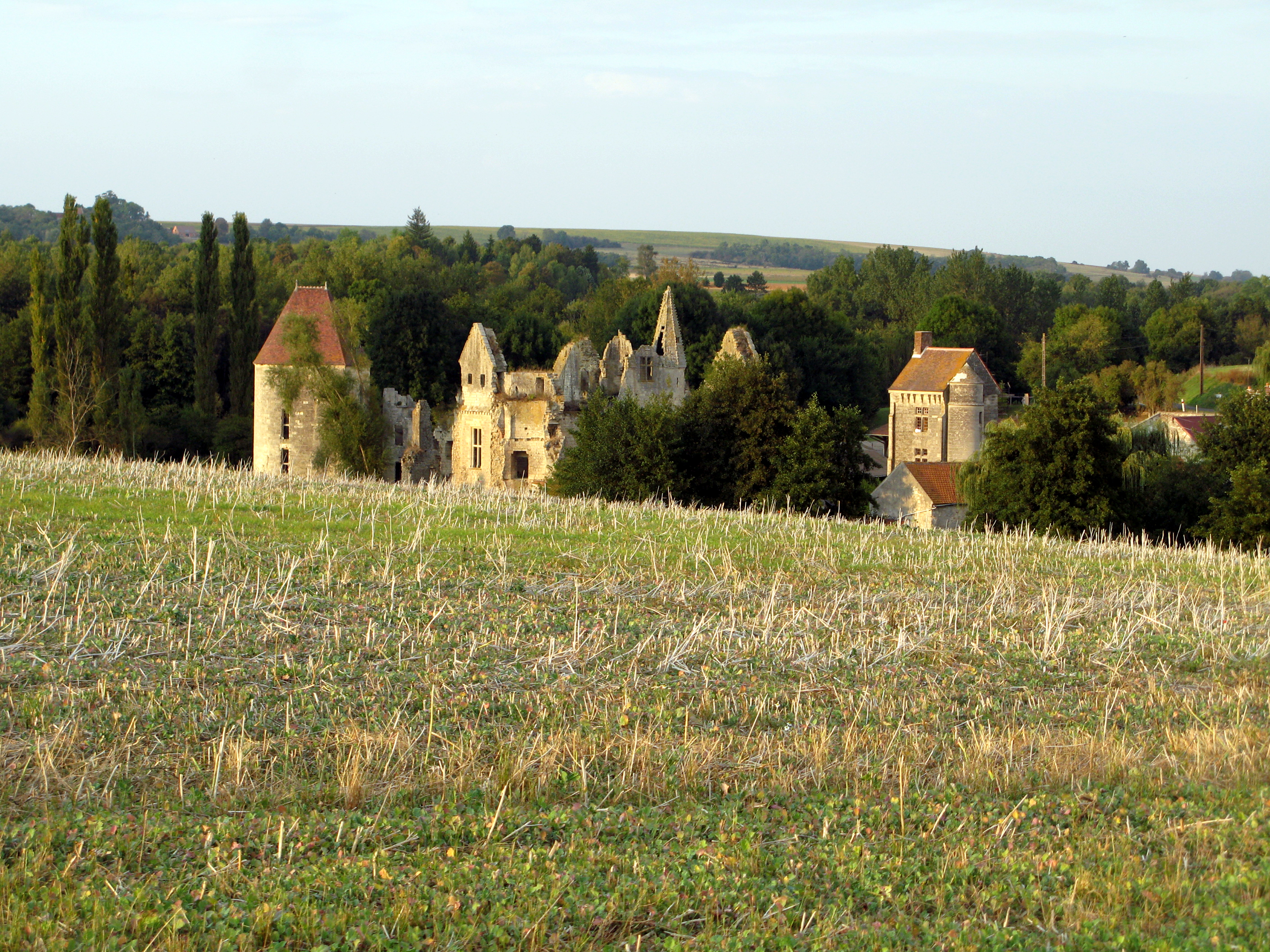
Schloss
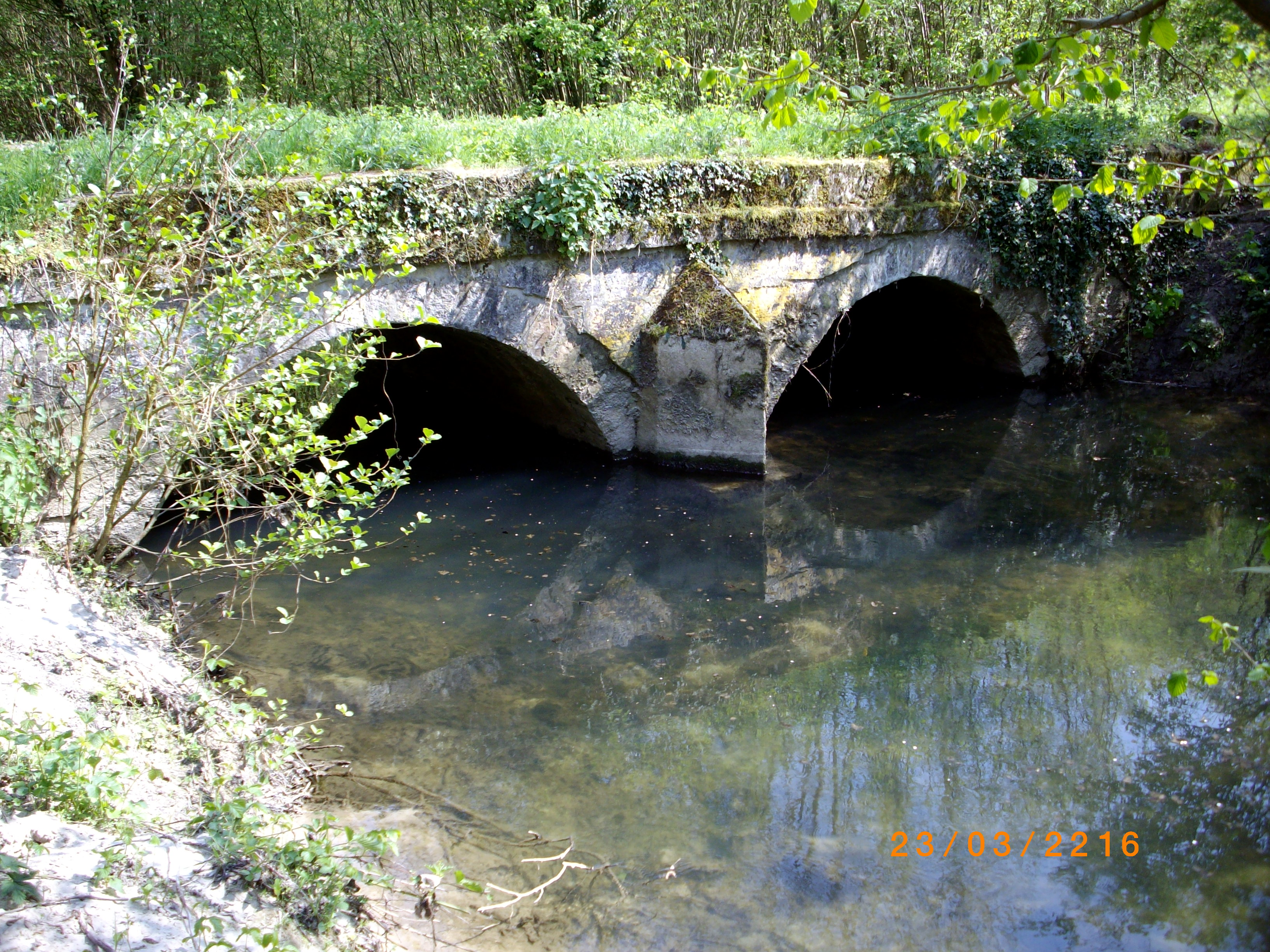
Eine der zwei Brücken
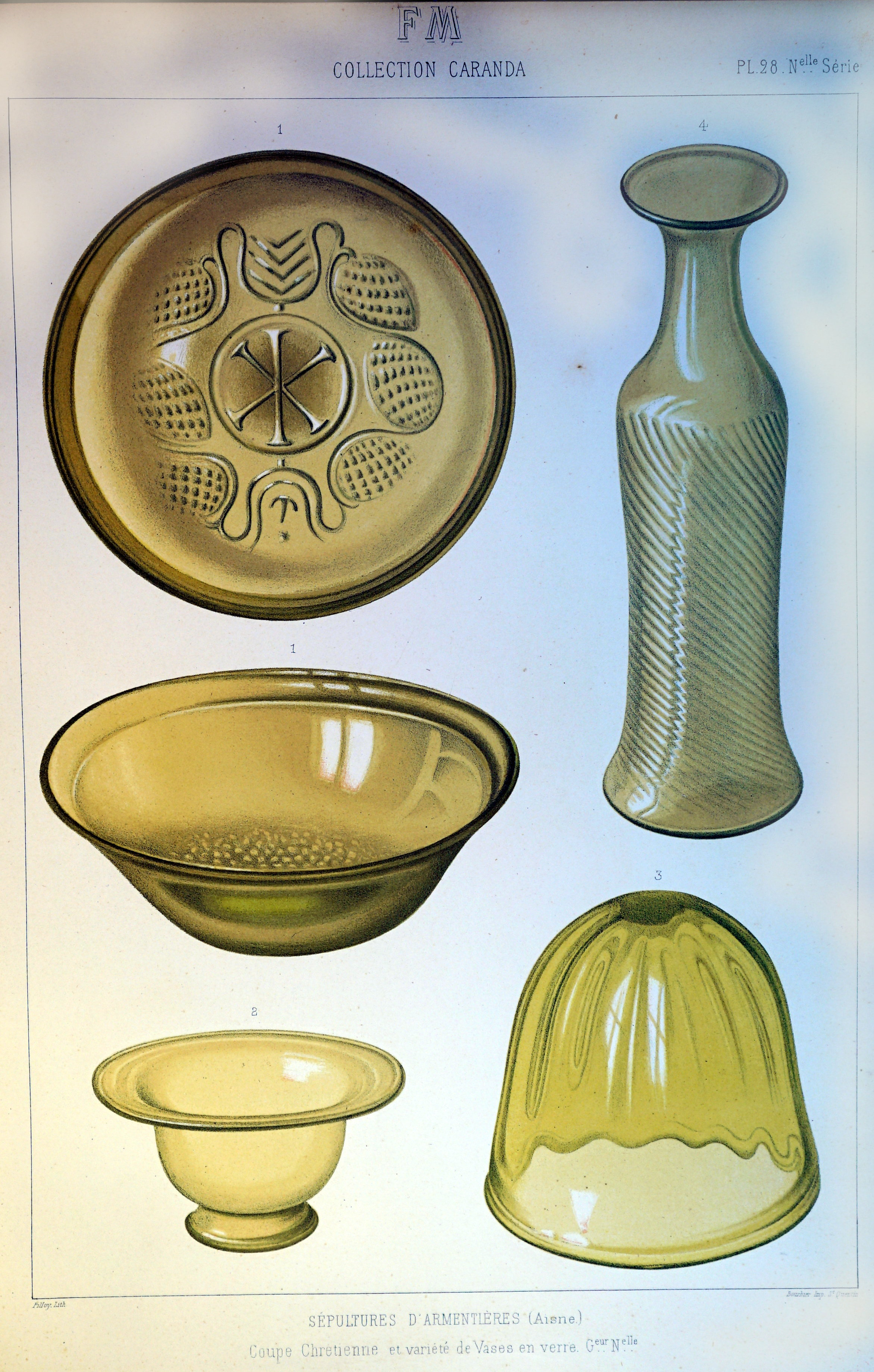
Glasfunde aus gallorömischer Zeit, heute in einem Museum in Reims